# Чемпионат мира по кёрлингу среди юниоров (группа Б)
Чемпионат мира по кёрлингу среди юниоров (группа Б) (англ. World Junior-B Curling Championships) — международный турнир национальных молодёжных сборных по кёрлингу, как мужских, так и женских, составленных из игроков не старше 21 года, проводимый под эгидой Всемирной федерации кёрлинга (WCF).
Задача очередного розыгрыша чемпионата группы Б — выявить три лучшие команды, которые в этом же сезоне будут участвовать в очередном розыгрыше основного Чемпионата мира среди юниоров. Участвовать в очередном розыгрыше чемпионата могут национальные юниорские сборные любой страны члена Всемирной федерации кёрлинга, которые иным путём (по результатам предыдущего чемпионата группы А или как сборная страны-хозяйки розыгрыша чемпионата) ещё не получили квалификацию на чемпионат мира этого сезона в группе А. Одновременно и на одной арене проводится турнир как среди мужских, так и среди женских команд.
Чемпионат проводится ежегодно начиная с 1999 года (не проводился в 2000 году), после сезона 2003—2004 был заменён на два турнира — Первенство Европы по кёрлингу среди юниоров и Тихоокеанско-азиатский чемпионат по кёрлингу среди юниоров, а затем начиная с сезона 2015—2016 эти два чемпионата вновь были заменены на чемпионат мира группы Б.
В календарном 2019 году было проведено два розыгрыша чемпионата группы Б: один в январе — как относящийся к чемпионату мира 2019, а второй в декабре — как относящийся к чемпионату мира 2020. Чемпионат 2021 года был отменён из-за пандемии COVID-19.

### Места проведения и призёры
| Год            | Место проведения       | Мужчины                                 | Мужчины                                 | Мужчины                                 |                                         | Женщины                                 | Женщины                                 | Женщины                                 |
| -------------- | ---------------------- | --------------------------------------- | --------------------------------------- | --------------------------------------- | --------------------------------------- | --------------------------------------- | --------------------------------------- | --------------------------------------- |
| Год            | Место проведения       | Золото                                  | Серебро                                 | Бронза                                  | Золото                                  | Серебро                                 | Бронза                                  |                                         |
| 1999           | Германия (Гамбург)     | Норвегия                                | Чехия                                   | Франция                                 |                                         | Германия                                | Россия                                  | Дания                                   |
| 2001           | Дания (Торнбю)         | Франция                                 | Россия                                  | Италия                                  |                                         | Германия                                | Дания                                   | Италия                                  |
| 2002           | Германия (Хюгельсхайм) | Норвегия                                | Россия                                  | Чехия                                   |                                         | Германия                                | Италия                                  | Дания                                   |
| 2003           | Дания (Торнбю)         | Норвегия                                | Финляндия                               | США                                     |                                         | Россия                                  | Норвегия                                | Дания                                   |
| 2004           | Дания (Торнбю)         | Республика Корея                        | Италия                                  | Чехия                                   |                                         | Дания                                   | Россия                                  | Чехия                                   |
| 2016           | Финляндия (Лохья)      | Россия                                  | Дания                                   | Республика Корея                        |                                         | Россия                                  | Япония                                  | Венгрия                                 |
| 2017           | Швеция (Эстерсунд)     | Китай                                   | Турция                                  | Италия                                  |                                         | Шотландия                               | Турция                                  | Япония                                  |
| 2018           | Финляндия (Лохья)      | Китай                                   | Россия                                  | Германия                                |                                         | Китай                                   | Турция                                  | Норвегия                                |
| 2019 (январь)  | Финляндия (Лохья)      | Новая Зеландия                          | Италия                                  | Китай                                   |                                         | Шотландия                               | Россия                                  | Япония                                  |
| 2019 (декабрь) | Финляндия (Лохья)      | Швеция                                  | Италия                                  | Германия                                |                                         | Япония                                  | Латвия                                  | Дания                                   |
| 2021           | Финляндия (Лохья)      | отменён                                 | отменён                                 | отменён                                 | отменён                                 | отменён                                 | отменён                                 | отменён                                 |
| 2022 (январь)  | Финляндия (Лохья)      | начат, но в середине проведения отменён | начат, но в середине проведения отменён | начат, но в середине проведения отменён | начат, но в середине проведения отменён | начат, но в середине проведения отменён | начат, но в середине проведения отменён | начат, но в середине проведения отменён |
| 2022 (декабрь) | Финляндия (Лохья)      | Китай                                   | Италия                                  | Турция                                  |                                         | Канада                                  | Шотландия                               | Республика Корея                        |
| 2023           | Финляндия (Лохья)      | Канада                                  | США                                     | Дания                                   |                                         | Китай                                   | Канада                                  | Германия                                |
| 2024           | Финляндия (Лохья)      | Республика Корея                        | Швейцария                               | Япония                                  |                                         | Республика Корея                        | Латвия                                  | Китай                                   |